# 1962年の大洋ホエールズ
1962年の大洋ホエールズでは、1962年の大洋ホエールズの動向をまとめる。
この年の大洋ホエールズは、三原脩監督の3年目のシーズンである。

## 概要
前年最下位の雪辱を期すべく、三原監督は打線を強化して「メガトン打線」と名付け、4番に桑田武を、5番に中日から移籍の森徹を据え、この年入団の稲川誠が開幕からローテーションに入り、秋山登や島田源太郎らと強力ローテーションを形成。それ以外にものちに2000本安打達成の松原誠（当時は捕手で入団し、その後内野手に転向）や、フランシス・アグウィリー（アグウィリー）などが入団するなど戦力を一新したチームはペナント奪回に燃えるべく、開幕から勝ち続けて7月まで首位に立っていた。しかし、8月に入るとメガトン打線の勢いが止まり阪神が首位を奪還。その後も阪神とマッチレースを展開しスタメンに偵察オーダー、秋山の2日連続完封勝利など奇襲を仕掛けるも阪神戦以外で勝てなかったのが響き、最後は阪神の優勝を許して2位に終わった。投手陣は秋山が26勝、新人の稲川が12勝をあげるなど先発陣の活躍でチーム防御率2.73と健闘し、打撃陣もメガトン打線の活躍でリーグ3位の100本塁打を記録したが、守備が粗くリーグ最多の110失策もV逸の原因となった。

## チーム成績

### レギュラーシーズン
| 1 | 二 | 近藤昭仁     |
| 2 | 遊 | 鈴木武       |
| 3 | 中 | 近藤和彦     |
| 4 | 一 | マック       |
| 5 | 左 | 黒木基康     |
| 6 | 右 | 森徹         |
| 7 | 三 | アグウィリー |
| 8 | 捕 | 土井淳       |
| 9 | 投 | 島田源太郎   |

| 順位 | 4月終了時 | 4月終了時 | 5月終了時 | 5月終了時 | 6月終了時 | 6月終了時 | 7月終了時 | 7月終了時 | 8月終了時 | 8月終了時 | 最終成績 | 最終成績 |
| ---- | --------- | --------- | --------- | --------- | --------- | --------- | --------- | --------- | --------- | --------- | -------- | -------- |
| 1位  | 大洋      | --        | 大洋      | --        | 大洋      | --        | 阪神      | --        | 阪神      | --        | 阪神     | --       |
| 2位  | 阪神      | 0.0       | 阪神      | 1.0       | 阪神      | 2.5       | 大洋      | 2.0       | 大洋      | 2.5       | 大洋     | 4.0      |
| 3位  | 巨人      | 1.0       | 巨人      | 1.5       | 巨人      | 4.5       | 巨人      | 8.0       | 中日      | 6.5       | 中日     | 5.0      |
| 4位  | 中日      | 1.5       | 国鉄      | 5.0       | 国鉄      | 6.0       | 中日      | 9.5       | 巨人      | 8.0       | 巨人     | 8.0      |
| 5位  | 広島      | 1.5       | 中日      | 5.0       | 中日      | 10.0      | 国鉄      | 12.5      | 広島      | 16.5      | 広島     | 19.0     |
| 6位  | 国鉄      | 2.0       | 広島      | 5.5       | 広島      | 13.0      | 広島      | 16.0      | 国鉄      | 20.5      | 国鉄     | 24.0     |

| 順位 | 球団             | 勝 | 敗 | 分 | 勝率 | 差   |
| 1位  | 阪神タイガース   | 75 | 55 | 3  | .577 | 優勝 |
| 2位  | 大洋ホエールズ   | 71 | 59 | 4  | .546 | 4.0  |
| 3位  | 中日ドラゴンズ   | 70 | 60 | 3  | .538 | 5.0  |
| 4位  | 読売ジャイアンツ | 67 | 63 | 4  | .515 | 8.0  |
| 5位  | 広島カープ       | 56 | 74 | 4  | .431 | 19.0 |
| 6位  | 国鉄スワローズ   | 51 | 79 | 4  | .392 | 24.0 |

## オールスターゲーム
| 監督       | 三原脩   |          |        |          |
| ファン投票 | 近藤昭仁 | 近藤和彦 | 森徹   |          |
| 監督推薦   | 秋山登   | 権藤正利 | 桑田武 | 麻生実男 |
| 補充選手   | 土井淳   |          |        |          |

## できごと
- 9月22日 - 大洋は対中日戦（川崎）において、三原脩監督による「ルールのスキをついた」とされる スタメンに偵察メンバーを7人使用。試合は3対2で大洋が勝利[2]。
- 9月25日 - 秋山登が前日に続き、対阪神戦（川崎）において2日連続完封勝利を挙げる、スコアは1対0。

## 表彰選手
| リーグ・リーダー |
| ---------------- |
| 受賞者なし       |

| ベストナイン | ベストナイン | ベストナイン |
| 選手名       | ポジション   | 回数         |
| ------------ | ------------ | ------------ |
| 近藤和彦     | 外野手       | 2年連続2度目 |